# Cot Glumpang (Kuala)
Cot Glumpang is een bestuurslaag in het regentschap Bireuen van de provincie Atjeh, Indonesië. Cot Glumpang telt 278 inwoners (volkstelling 2010).